# NGC 401
NGC 401 (ook wel GC 5154) is een ster in het sterrenbeeld Vissen.
Het hemelobject werd op 30 december 1866 ontdekt door de Ierse astronoom Robert Stawell Ball.